# Ukmergė
Ukmergė ( escoltar (?·pàg.)) és una ciutat de Lituània. Amb una població de quasi 26.000 habitants és la capital del districte municipal d'Ukmergė. S'emplaça a la vora del riu Šventoji, a 76 km al nord-oest de Vílnius, la capital del país, i a 71 km al nord-est de Kaunas.

## Història

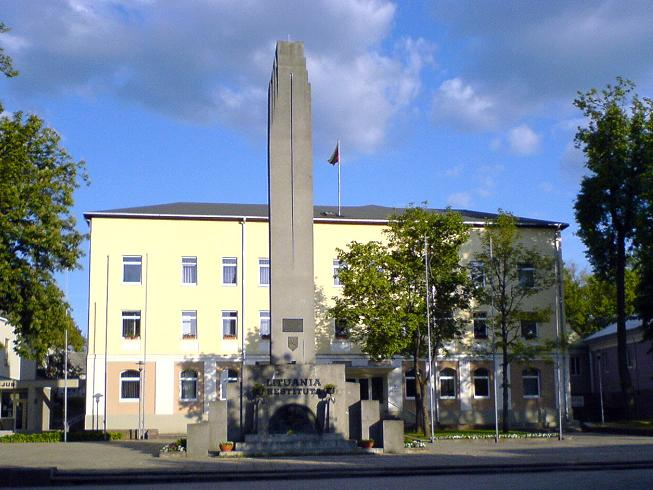
Monument a la ciutat

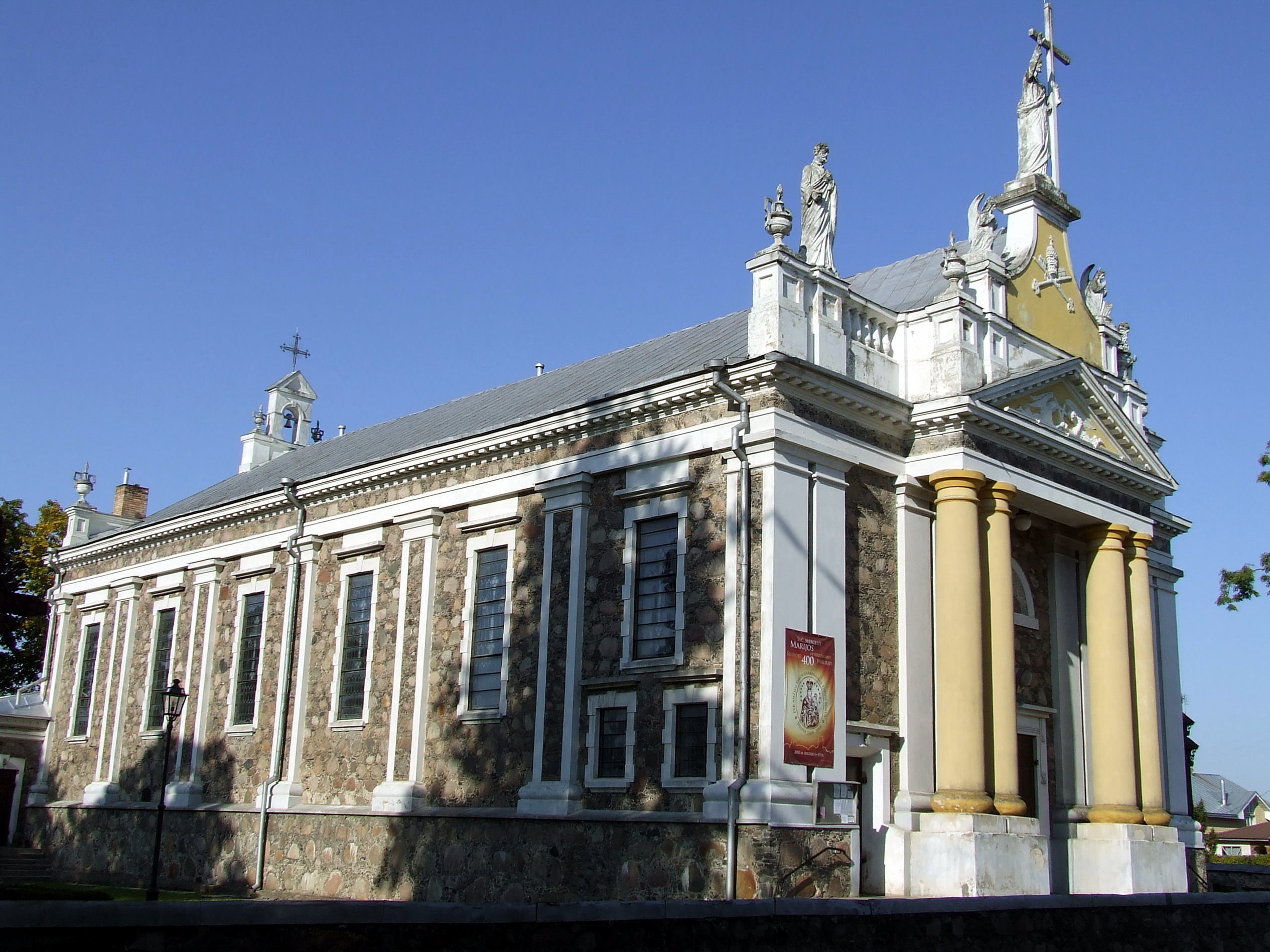
Església de Sant Pere i Sant Pau

És una de les ciutats més antigues de Lituània; fou esmentada per primera vegada l'any 1225, i nomenada com a assentament l'any 1333. Hi va haver dos castells medievals: un de fusta (cremat el 1391) i un altre de pedres (construït al segle XV). Fins a la Primera Guerra Mundial, la ciutat era coneguda com a Vilkmergė o Vilkomir. A la ciutat hi ha tres esglésies catòliques (Sant Pere i Sant Pau, Santa Trinitat, i Santa Bàrbara) i també una església ortodoxa. Existeix un museu d'estudis regionals, i un hospital. A més a més, per la seva ubicació en el centre del país, Ukmergė és un important encreuament de carreteres, connectant les rutes des de i cap a Kaunas, Daugavpils, Vílnius, Panevėžys, Molėtai i Kėdainiai.